# Battaglia di Montese
La battaglia di Montese fu una battaglia combattuta alla fine della seconda guerra mondiale, tra il 14 e il 17 aprile 1945, parte della offensiva alleata finale della campagna d'Italia, tra la 1ª divisão de infantaria (expedicionária) brasileira (1ª DIE) contro le truppe del 14ª armata del Gruppo d'armate C della Wehrmacht.
La città di Montese, che nel dopoguerra venne insignita della Medaglia di bronzo al merito civile, costituiva l'estrema linea difensiva nazifascista a nord-ovest della linea gotica: dopo la battaglia gli alleati poterono avanzare verso l'Italia settentrionale.

## Contesto
La presa militare della zona del comune di Montese e le frazioni strategiche di Maserno - Crudello di Salto - Montespecchio e altre, per l'accesso delle truppe alleate dalla valle del fiume Reno alla valle del fiume Panaro, fu una delle più cruente battaglie effettuate sulla linea gotica. Proprio a Montese la 114. Jäger-Division aveva inserito diversi plotoni di soldati SS reclutati in Germania dell'autunno 1944 e inviati in Italia per rinforzare le difese. Gli ufficiali SS erano giovani con poco più di 18 anni, motivati e desiderosi di conquistare sul campo onorificenze militari. Le truppe della 114ª divisione avevano preparato un efficiente sistema difensivo che sfruttava la morfologia del territorio (valli e montagne). Le postazioni tedesche erano dotate di ingenti scorte di munizioni e carburante, ma mancavano riserve di derrate alimentari e, quindi, i soldati tedeschi le requisivano ai contadini e agli allevatori del territorio. Il conflitto procedeva nella parte est della penisola dove gli alleati avevano sfondarono la linea Verde (Nuova denominazione della Linea Gotica) puntando velocemente verso Rimini, mentre gli americani della V Armata avevano deciso di virare verso Bologna, mentre intorno a Montese i tedeschi si preparavano a resistere, in ultimo tentativo disperato di tracciare una nuova linea difensiva proprio alle spalle di Bologna.
Le azioni belliche nel Comune di Montese cominciarono nell'autunno del 1944 e si protrassero fino al 30 aprile 1945. Le truppe alleate erano avanzate velocemente dalla Toscana, pensando di trovare una scarsa resistenza e, invece, si trovarono a essere fermati fin dai primi scontri con i tedeschi.
Le truppe americane non riuscirono a occupare Montese e si attestarono sulle colline di Maserno, dove potevano dominare con l'artiglieria il paese di Montespecchio e le vallate sottostanti. Fu proprio l’alto numero di perdite subite dagli americani che spinse il comando alleato a portare avanti la 1° divisão Brasiliana, anche se meno armata e meno preparata. Gli americani si limitarono per mesi a agire con la sola artiglieria martellando le posizioni tedesche. Il paese di Montese rimaneva, tuttavia, saldamente in mano alle truppe tedesche che, grazie a fortificazioni ben posizionate, non permettevano alcuna avanzata. I soldati Brasiliani, ostacolati dal rigido inverno 1944, affrontarono, nella battaglia di Montello, truppe tedesche ben equipaggiate e trincerate. I soldati Brasiliani della 1ª Divisione erano stati selezionati per la statura elevata e carnagione scura, e anche questo fattore aveva portato il comando americano a decidere di impiegarli contro i giovanissimi soldati tedeschi. In effetti durante gli scontri di Montello l’impatto psicologico di dover affrontare, in scontri spesso corpo a corpo, veri e propri giganti dalla pelle scura fu determinante.
Dopo i primi cruenti scontri, gli americani consolidarono le loro posizioni su Maserno e schierarono la loro artiglieria sul crinale del Crudello di Salto e San Giacomo (frazioni di Montese) a protezione delle truppe Brasiliane e dei partigiani italiani.  Questi ultimi conducevano una continua guerriglia della "zona di mezzo" che determinò diverse vittime tra i tedeschi e i fascisti, disturbando in modo moltissimo le comunicazioni e la loro logistica. I crimini effettuati per ritorsione dai tedeschi e dai fascisti verso i civili di Montese e delle frazioni sul versante del fiume Panaro, portarono alla nascita di ulteriori compagnie partigiane che, dopo aver assalito le caserme di Zocca e di Pavullo, attaccarono diversi convogli dell'Asse sulle strade che portavano a Fanano e a Montese. In particolare un giovane comandante (el capiten') di poco più di 20 anni aveva organizzato una compagnia p di 64 giovani della zona ingrossate da 30 uomini di origine polacca e slava. Questa compagnia, che si spostava velocemente e continuamente tra Pavullo, Montespecchio e Zocca sfruttando la notte, conduceva una guerriglia continua minò la logistica dei tedeschi fino ad ottenere il controllo delle strade e dei sentieri.  Nei mesi primaverili del 1945 proprio l’interruzione dei rifornimenti di armi e munizioni minò la capacità di resistenza delle truppe tedesche e le portò al crollo, dando la possibilità agli alleati di penetrare a Montese in Aprile con poche perdite. La 10ª Divisione americana decise di dirigersi verso una Bologna ormai liberata abbandonando il piano originario che prevedeva che il IV corpo della Va Armata partecipasse a una manovra a tenaglia che, passando nella valle del Panaro e scendendo verso Modena, doveva accerchiare le truppe tedesche in ritirata da Bologna.

## Campo di battaglia
Il comune di Montese occupa una vasta area collinare al confine tra le province di Modena e Bologna, sull'Appennino dell'Emilia-Romagna. Sul territorio sono presenti numerosi corsi d'acqua, una ricca vegetazione di boschi secolari e castagni, che circondano borghi medievali. All'epoca era una regione di difficile accesso, a causa delle fortificazioni tedesche costruite durante il periodo della linea gotica. Le truppe tedesche (232ª divisione di fanteria e 114ª divisione Cacciatori) detenevano il controllo militare della zona di Montese e i confini delle province di Modena e Bologna. Ie case del centro di Montese e anche la rocca medioevale erano tutte presidiate dai soldati tedeschi. Anche le alture intorno al paese di Montese (Serretto, Montebuffone, Montello, Monte Rotondo) erano presidiate e pronte a fungere da "seconda linea" nel caso il paese fosse stato conquistato.

## Preparazione

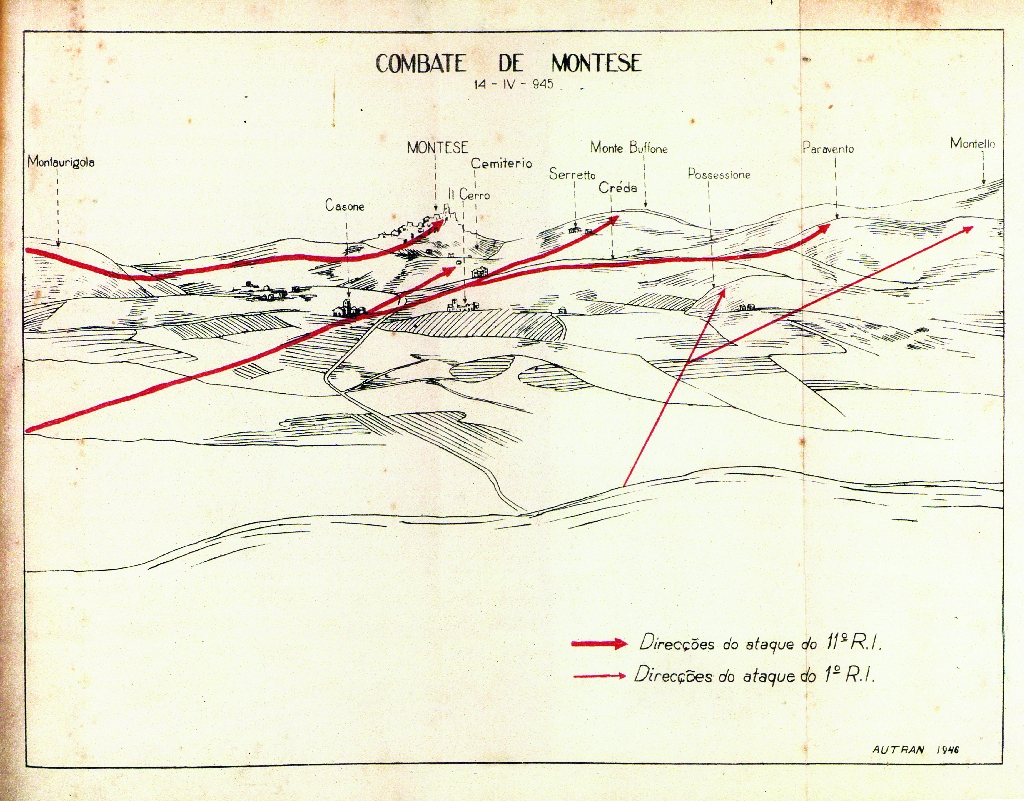
Direttive brasiliane d'attaco verso Montese

Contrariamente alle aspettative del Comando alleato in Italia, l'offensiva di primavera finale del nord Italia, iniziata la settimana precedente, non era avanzata molto nel settore dell'8ª armata britannica, trovando una forte resistenza delle principali forze tedesche.  Per tale motivo, l'offensiva del settore assegnato alla V armata statunitense (a cui era aggregata la 1ª divisione brasiliana), iniziò il 14 aprile 1945 senza beneficiare dei progressi ancora attesi nel "settore britannico".
L'obiettivo dell'operazione era la conquista del paese di Montese e delle alture circostanti, tra cui il Monte della Chiesaccia (888 m s.l.m.), Montebuffone (927 m) e Montello (919 m), fortificate e difese dai fanti tedeschi della 114ª Divisione Cacciatori
Già nei giorni precedenti al 14 aprile alcune pattuglie perlustrarono la cosiddetta Terra di nessuno, durante una di queste pattuglie vicino al paese di Maserno trovó la morte il sergente Max Wolff Filho, famoso tra le file brasiliane per alcuni atti eroici svolti durante operazioni complicate come ad Abetaia.
Nel "settore americano", la 1ª DIE fu l'unica divisione alleata che raggiunse l'obiettivo previsto già nel primo giorno dell'offensiva. Nell'azione vennero coinvolte, oltre alla fanteria, anche i reparti di artiglieria e unità corazzate d'appoggio e la cavalleria, di cui si distinse lo squadrone di ricognizione. Il 3º battaglione dell'11º reggimento di fanteria, che avanzava verso Serreto-Paravento-Montelo, fu al centro della formazione offensiva, e il suo fulcro. A destra, era allineato il 2º battaglione, mentre a sinistra il 1º battaglione. Così, il 14 aprile 1945, alle ore 13.30, i soldati brasiliani attaccarono Montese, facendo il loro debutto nell'insidiosa guerra urbana moderna.
L'avanzamento dei soldati dell'11º reggimento fanteria fu osservato dai comandanti dalla cima di Sassomolare, da cui si godeva una vista perfetta su Montese. La presa completa della zona avvenne però solo il 17 aprile, con il supporto del 6º reggimento di fanteria.

## Svolgimento della battaglia
La conquista di Montese era il principale obiettivo della 2ª compagnia del 1º Battaglione/11º RI, e venne pianificata in due fasi:
- 1ª Fase - Missione secondaria: inizio alle ore 9:00 con l'attacco di due plotoni a due avamposti del nemico. Come previsto, a seguito dell'attacco, vi fu una forte reazione da parte del nemico. Il 1º plotone, impegnato da un forte fuoco nemico, riuscì a vincere l'obiettivo poche ore più tardi. Il 2º plotone, invece, dovette arrestarsi a causa di un campo minato e venne colpito dalla concentrazione di fuoco d'artiglieria, perdendo il suo comandante, colpito mortalmente alla testa. A causa di ciò, il 2º plotone non raggiunse l'obbiettivo.
- 2ª Fase - Attacco principale alla città: inizio alle ore 12:00, con altri due plotoni. Alle 11:45 il comandante confermò l'inizio dell'operazione, considerata come ora "X" per l'attacco principale.

All'orario definito, il 1º plotone attaccò la vetta e dopo aver percorso 1/3 della strada, venne investito dal fuoco di artiglieria pesante, che alla fine tagliò il filo del telefono in diversi punti, ostacolando così il contatto tra le due squadre. In aggiunta a ciò, alcuni soldati vennero colpiti.
Superate queste battute d'arresto, il gruppo raggiunse la cima delle alture di Montese, perdendo tuttavia il contatto con la compagnia a causa della rottura dei cavi telefonici. Anche la radio aveva smesso di funzionare, a causa della distanza e del terreno ondulato. In seguito, la cima venne colpita da pesanti bombardamenti di artiglieria, al fine di eliminare i tedeschi che rimanevano nei bunker e trincee. Dopo di che, i plotoni attaccarono per consolidare la loro posizione. La reazione fu ininfluente da parte dei tedeschi, che vennero uccisi o catturati.
Il 2º gruppo di combattimento, poco dopo essersi unito al 1º gruppo, fu impiegato per fronteggiare il fuoco proveniente dal fianco destro. Situato in situazione favorevole e a corto tiro da un rifugio dove si trovava una mitragliatrice nemica, dopo alcuni attacchi la posizione venne conquistata. Al cader della notte del 14 aprile, le posizioni sulla collina della città erano state consolidate, con un bilancio di alcuni tedeschi morti e otto prigionieri, mentre da parte brasiliana vi furono un morto e tre feriti. La mattina del 15 aprile, ancora con l'artiglieria tedesca che puntava la città, le truppe brasiliane finalizzarono la liberazione di Montese.
Il disperato tentativo delle forze tedesche per riprendere la città comportò quella che, a partire da allora fino ad oggi, è considerata la battaglia più sanguinosa che ha coinvolto le forze brasiliane in terra straniera dalla guerra nel Paraguay.

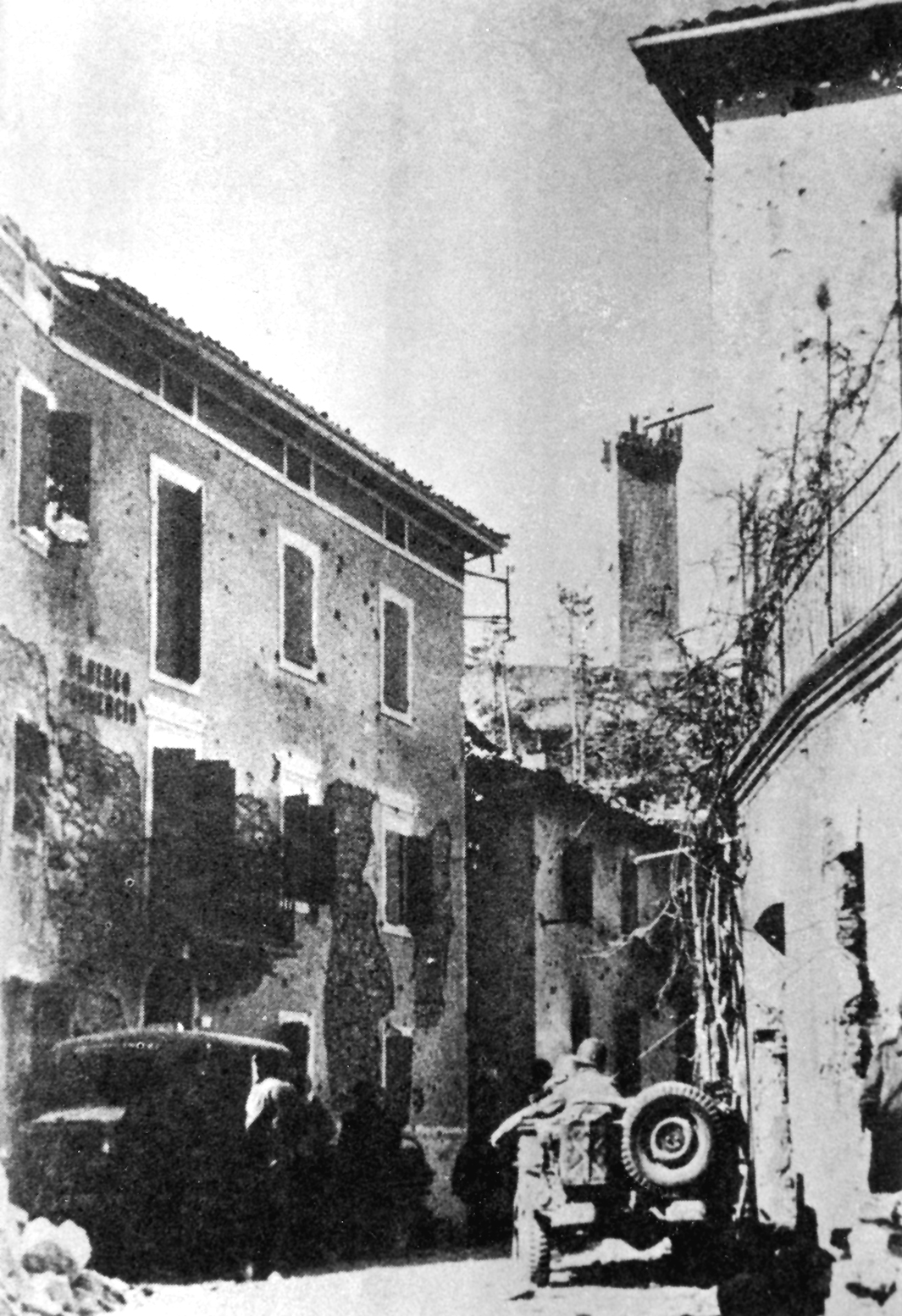
Mezzi Brasiliani a Montese dopo la conquista del paese

I tedeschi commisero l'errore di considerare l'attacco della divisione brasiliana a Montese (che nello stesso attacco, oltre al supporto blindato americano, utilizzarono anche i propri carrarmati ( M8, M10 destroyer) come se fosse il principale obiettivo alleato in tale settore; per questo motivo furono sparati contro la divisione brasiliana circa 1800 tiri d'artiglieria (equivalenti al 64% del totale dei 2800 tiri contro tutte e quattro le divisioni alleate in quel settore del fronte). Sempre il 15 aprile avvennero i combattimenti più sanguinosi sul Montebuffone: i pracinhas brasiliani ebbero notevoli perdite e ruotarono nell'attacco sei battaglioni di fanteria. I tedeschi resistettero ostinatamente sulle quote più alte attorno al paese, continuando a bombardarlo anche se oramai completamente raso al suolo.
L'operazione venne considerata conclusa il 16 aprile con la fine dei contrattacchi tedeschi, anche se il lavoro di "pulizia" della città e della zona circostante dalla presenza di cecchini proseguì fino al 17 aprile.
Il 17 aprile la fanteria brasiliana venne ritirata dal fronte e tenuta sulla difensiva. Il giorno seguente i tedeschi della 114ª Divisione ricevettero l'ordine di ritirata, dopo lo sfondamento del fronte da parte della 10ª Divisione Montagna statunitense nella zona di Tolè. Al termine della battaglia, il 18 aprile, il Montello e Montebuffone divennero ormai "terra di nessuno": nonostante i vari tentativi non vennero mai conquistati, solo in seguito alla ritirata tedesca i brasiliani poterono prendere il controllo delle alture sopra a Montese, e qui catturare solo pochi prigionieri.

## Conseguenze

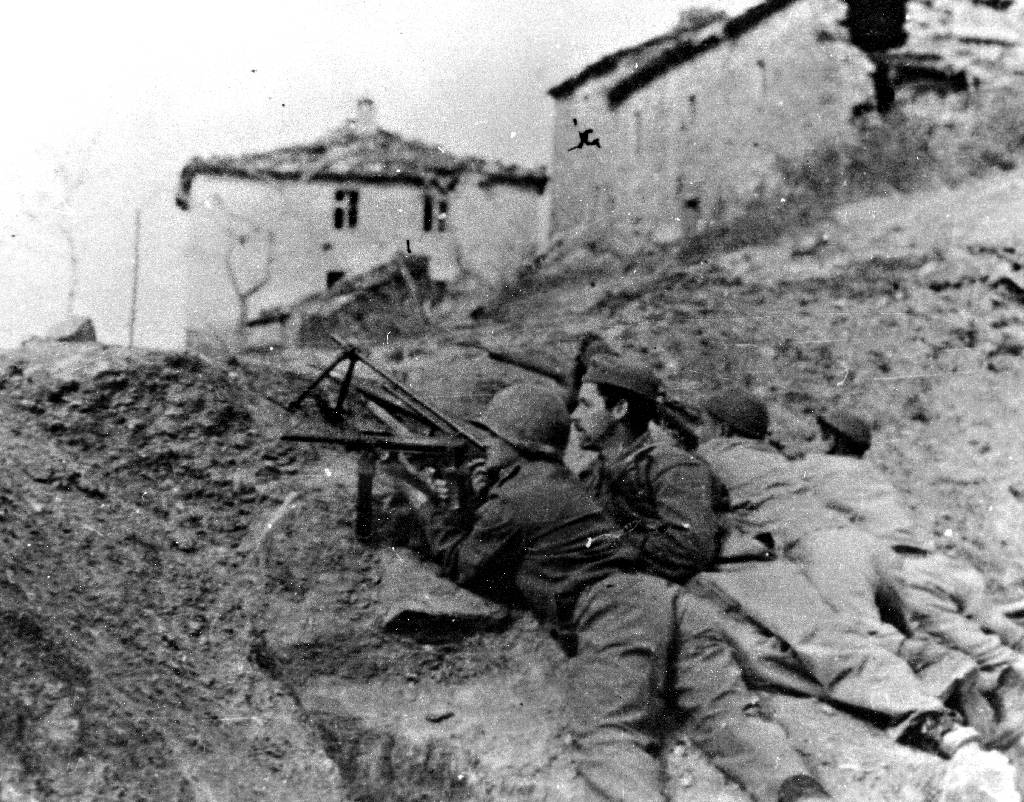
Soldati Brasiliani a Montese

Dopo tre giorni di combattimenti, la città di Montese venne praticamente rasa al suolo: delle 1 121 case presenti, non meno di 833 vennero distrutte. I combattimenti causarono anche la morte di 189 civili di Montese. La divisione brasiliana, pur effettuando un'operazione impeccabile nel raggiungimento dell'obiettivo, ebbe un costo elevato: circa 430 vittime, tra cui 34 morti, feriti, catturati dal nemico o dispersi. Dal lato tedesco, si stima la perdita di 497 uomini, tra morti e catturati (il numero esatto fu di 453 prigionieri).
La presa di Montese meritò gli elogi del comando americano per la bravura e il coraggio con cui la 1ª divisione brasiliana affrontò la sfida.
La conquista di Montese ha segnato in modo significativo l'inizio della cosiddetta operazione Grapeshot. Sommata agli altri successi conseguiti dagli alleati in altri luoghi, questa vittoria fu decisiva per il completo smantellamento delle linee di difesa tedesche nel settore della V Armata, e di conseguenza nel resto dell'Italia.
La Força Expedicionária Brasileira nella Battaglia di Montese subì la perdita di 90 soldati nel territorio di Montese, di cui 34 morti durante l'attacco, sui complessivi 450 caduti brasiliani dell'intera campagna d'Italia.

## Memoria

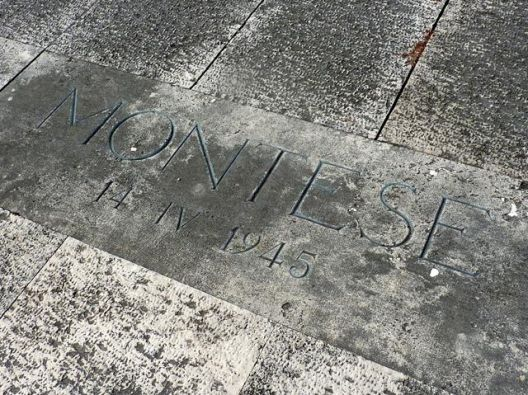
Il nome di Montese presso il Monumento votivo militare brasiliano di Pistoia

Alla fine della guerra, Montese risultò uno dei paesi più distrutti della provincia di Modena, tanto che venne insignito della medaglia di bronzo al valor civile.
Nel dopoguerra, il comune di Montese, libero e grato alle truppe vincitrici, ha reso omaggio alle truppe brasiliane intitolando una delle sue piazze "Piazza Brasile". Anche una via rende omaggio ai soldati brasiliani: il “largo Brasile” dove si trova un monumento dedicato alla FEB, presso cui ogni 25 aprile si tiene una commemorazione con la partecipazione di una delegazione brasiliana oltre alle autorità locali.

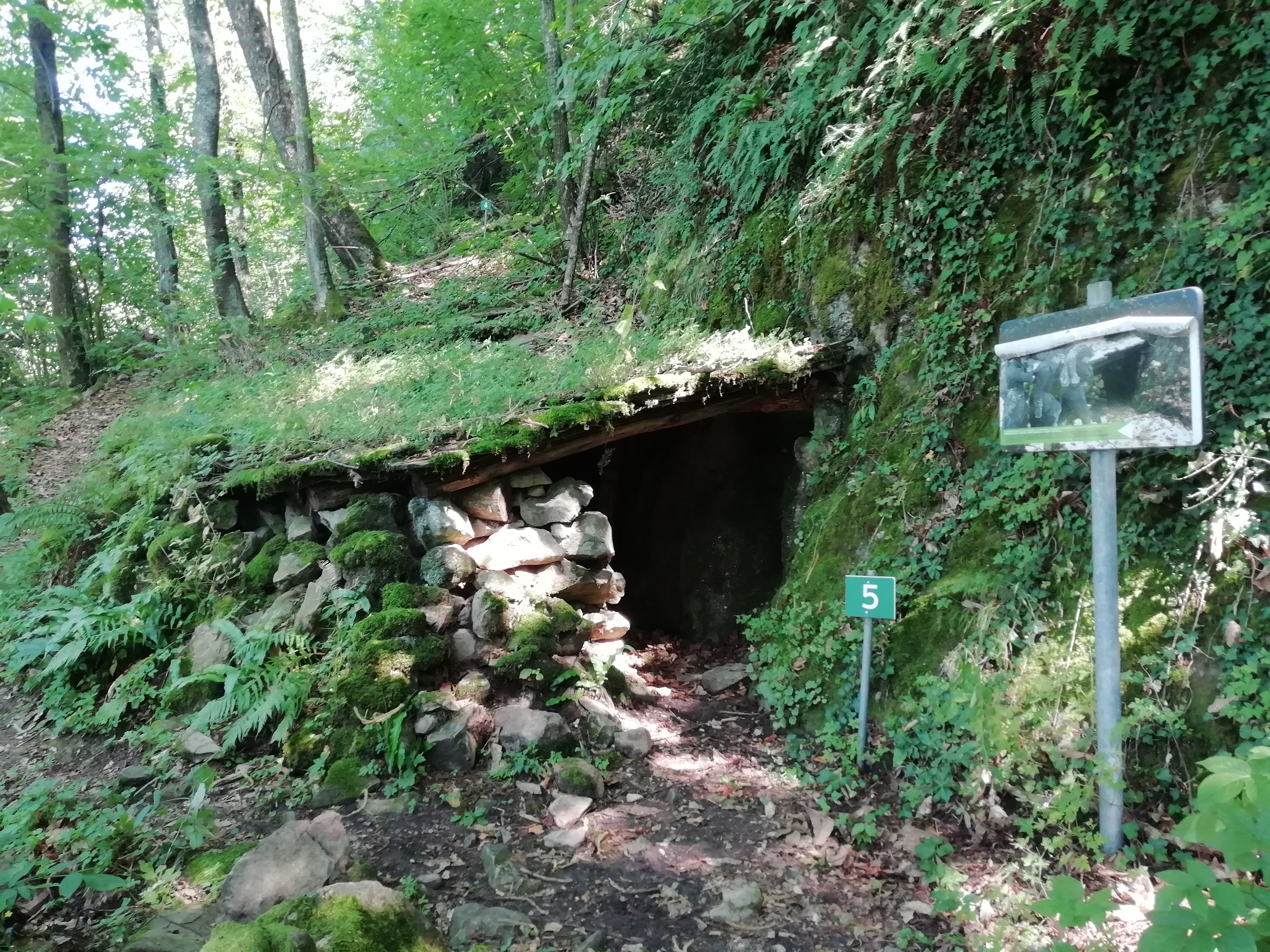
Postazioni della Lastra Bianca, sul monte Montello: ricovero ricostruito n. 5

Ancora oggi è possibile osservare i resti delle posizioni tedesche della zona, particolarmente sul monte Montello dove sono stati recuperati alcuni rifugi tedeschi. Anche a Montebuffone è possibile tuttora vedere trinceramenti e rifugi utilizzati dalla 114ª divisione Cacciatori e dalle truppe austriache aggregatesi denominate "Battaglione Mittenwald". In uno di questi trinceramenti nel 2010 vennero ritrovati da alcuni appassionati locali i resti mortali di un soldato austriaco.
La battaglia di Montese è ricordata nel Monumento votivo militare brasiliano di Pistoia, mentre i caduti brasiliani sono tumulati in madrepatria presso il Monumento nazionale ai caduti della II guerra mondiale a Rio de Janeiro.
Uno dei quartieri di Fortaleza, capitale dello stato brasiliano di Ceará, si chiama Montese in onore della battaglia combattuta dalla FEB.
Nel 2007 venne realizzato il documentario brasiliano O Lapa Azul per raccontare l'epopea dei pracinhas del III battaglione dell'11º reggimento della Força Expedicionária Brasileira (FEB) durante la seconda guerra mondiale.
Nel museo di Iola di Montese è presente una sezione dedicata alla FEB.